# Hubert Prachensky
Hubert Prachensky (* 26. Juni 1916 in Innsbruck; † 14. September 2009 ebenda) war ein österreichischer Architekt.

## Leben
Prachensky besuchte die Gewerbeschule in Innsbruck. Nach der Matura 1934 arbeitete er zwei Jahre bei seinem Onkel Wilhelm Nicolaus Prachensky, einem Architekten und Maler, sowie bei Franz Baumann. Anschließend begann er ein Architekturstudium an der Akademie der bildenden Künste Wien bei Clemens Holzmeister, welches durch den Zweiten Weltkrieg unterbrochen wurde. 1995 wurde er Corpsschleifenträger bei Gothia Innsbruck. Dem Corps blieb er bis zu seinem Tode treu. 1956 übernahm er das Architekturbüro von seinem verstorbenen Onkel Wilhelm Nicolaus. Im Jahr 1973 wurde ihm der Ehrenring der Stadt Innsbruck und 2005 die Ehrenbürgerschaft der Universität Innsbruck verliehen.

## Realisierungen

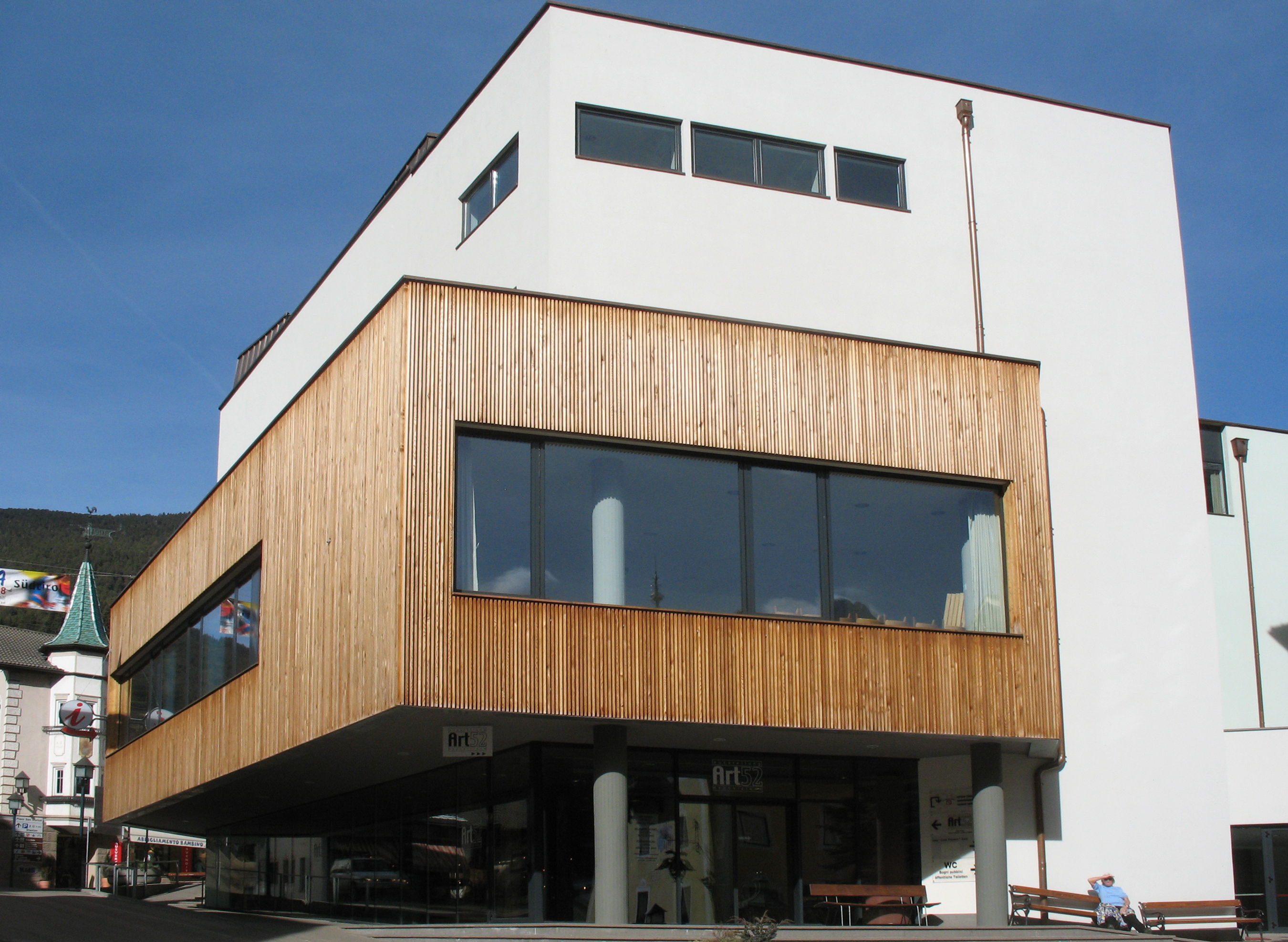
Kongresszentrum in St. Ulrich in Gröden

Prachensky hat über 500 Projekte verwirklicht.
- 1953: Kriegergedächtniskapelle, Roppen
- 1961–1970: Krafthaus der Kauntertalkraftwerke, Prutz
- 1963: Europakapelle an der Europabrücke der Brenner-Autobahn in Schönberg im Stubaital
- 1963: Aufnahmsgebäude, Bahnhof Seefeld in Tirol
- um 1965: Strandbad Wildsee, Seefeld
- 1968–1973: Kongresshaus Innsbruck mit Heinz Marschalek, Norbert Gantar, Georg Ladstätter, Ernst Heiss
- 1970: Kongresshaus Gröden
- 1973–1975: Olympia Sport- und Kongresszentrum, Seefeld mit Ernst Heiss
- 1977: Fernheizwerk Innsbruck mit Ernst Heiss
- 1980–1982: Friedhofskapelle, Waldfriedhof Mutters
- 1997: Friedensglocke des Alpenraumes, Mösern